# Tush (Ghostface Killah)
Tush è un singolo del rapper statunitense Ghostface Killah, pubblicato il 14 marzo 2004 come primo estratto dal quarto album in studio The Pretty Toney Album.
Il singolo ha visto la collaborazione della rapper statunitense Missy Elliott.

## Successo commerciale
Il singolo ha ottenuto maggior successo negli Stati Uniti e nel Regno Unito.